# Castle on the Hill
Castle on the Hill (englisch für ‚Burg auf dem Hügel‘) ist ein Lied des britischen Singer-Songwriters Ed Sheeran. Es wurde am 6. Januar 2017 als Lead-Single von Sheerans drittem Studioalbum ÷ veröffentlicht.

## Komposition und Text

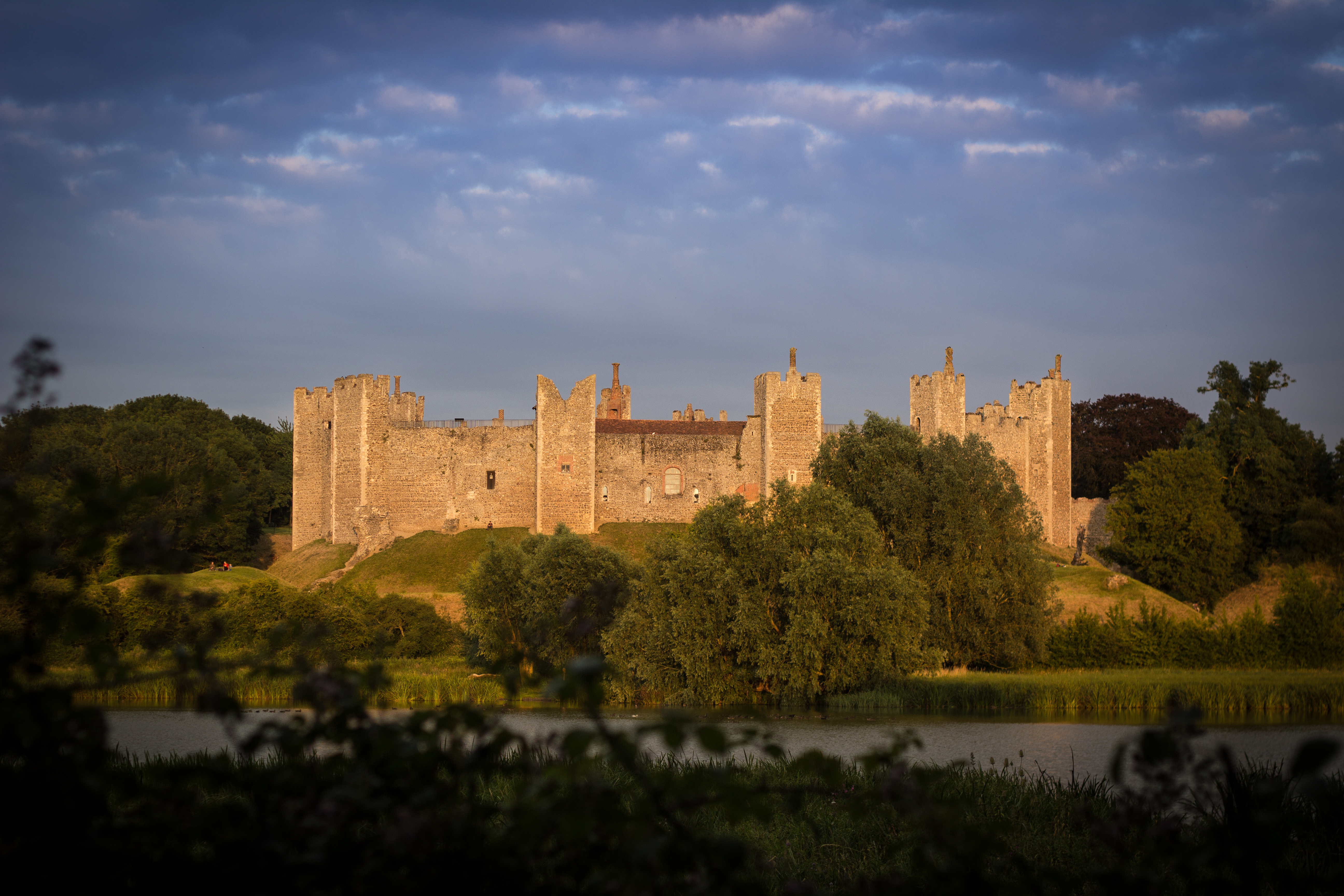
In dem Lied bezieht sich Sheeran auf das Framlingham Castle.

Castle on the Hill wurde von Ed Sheeran zusammen mit Benny Blanco geschrieben und produziert.
| “And I’m on my way, I still remember These old country lanes When we did not know the answers And I miss the way you make me feel, it’s real We watched the sunset over the castle on the hill Over the castle on the hill Over the castle on the hill” – Refrain, Originalauszug | Ed Sheeran singt in dem Lied über seine Vergangenheit als Kind und Jugendlicher, die er, wie im Text des Songs dargestellt, sehr genossen hat. Mit dem „Castle over the Hill“ ist das Framlingham Castle in dem Heimatort von Sheeran Framlingham, Suffolk gemeint. |

## Musikvideo
Mit dem Release der Single am 6. Januar 2017 erschien auch das Lyricvideo. Das offizielle Musikvideo wurde unter der Regie von George Belfield gedreht und folgte am 23. Januar 2020 auf YouTube. Das Lyricvideo zählt bis zum März 2024 über 380 Millionen Aufrufe, das Musikvideo über 544 Millionen Aufrufe.

## Kritiken
Castle on the Hill erhielt überwiegend positive Rezensionen. Carly-May Kavanagh gab dem Song im Entertainment Magazin der University of Southampton „The Edge“ vier von fünf möglichen Sternen und schrieb, dass Castle on the Hill „a super jammy ode to Suffolk“ sei. Tim Tabens gab für das deutsch Onlinemagazin Dance-Charts eine positive Bewertung und kommentierte:

„‚Ed Sheeran – Castle On The Hill‘ ist wohl einer der besten Songs die Ed Sheeran jemals veröffentlicht hat. Besonders überzeugen kann er hier mit der sehr interessanten Melodie und das unglaubliche Gefühl was er in diesen Track gelegt hat. Der Song hat das Potenzial einer der erfolgreichsten des Jahres 2017 zu werden.“

Billboard nannte das Lied ebenfalls als eines der besten von Ed Sheeran und bemerkte:

“Although […] ‘Shape of You’ was the one that really caught on […] this song is just as dynamic in its own way. It may not be a club banger like its sister single, but it tells the story of Sheeran’s upbringing while also getting your heart pumping and making you sing and toe-tap along with its flowing melody. Even if you’re not from anywhere near Sheeran’s homeland, there’s something relatable about his personal lyrics that make you feel just as nostalgic about where you are from.”

„Obwohl ‚Shape of You‘ das [Lied] war, das wirklich erfolgreich wurde, ist dieser Song auf seine Weise genauso dynamisch. Es ist vielleicht kein Clubbanger wie die Schwestersingle, aber es erzählt die Geschichte von Sheerans Erziehung, während es gleichzeitig dein Herz höher schlagen lässt und dich zusammen mit der fließenden Melodie zum Singen und Zehenklopfen bringt. Auch wenn man nicht aus der Nähe von Sheerans Heimatland kommt, haben seine persönlichen Texte etwas nachfühlbares, das einen genauso nostalgisch macht, woher auch immer man kommt.“

## Kommerzieller Erfolg

### Chartplatzierungen
In die deutschen Singlecharts stieg Castle on the Hill am 13. Januar 2017 auf Rang zwei ein. In den beiden darauffolgenden Wochen war der Song auf Platz drei vertreten, bevor Anfang Februar 2017 erneut mit Rang zwei die Höchstposition erreicht wurde. Insgesamt hielt sich das Lied elf Wochen in den Top 10 und 27 in den Top 100. In den deutschen Airplaycharts erreichte der Song Rang vier. In den Single-Jahrescharts erreichte das Lied Rang 23 und in den Airplay-Jahrescharts Rang 32.
In Österreich erreichte der Song ebenfalls Rang 2, konnte sich jedoch mit 12 Wochen länger in den Top 10 und mit 29 Wochen insgesamt auch länger in den Singlecharts platzieren. Am Ende des Jahres 2017 platzierte sich der Track auf Rang 15 der Jahrescharts.
In die Schweizer Hitparade stieg Castle on the Hill am 15. Januar 2017 auf Rang zwei ein. In den Top 10 war das Lied elf Wochen und in den Top 100 34 Wochen vertreten. In den Single-Jahrescharts erreichte der Song Rang 14.

Chartverlauf von Castle on the Hill in den UK Singles Chart.

In die britischen Singlecharts stieg Castle on the Hill in der ersten Woche vom 13. bis 19. Januar 2017 mit 194,000 verkauften Einheiten, zusammengesetzt aus 120,000 Downloads und 11,07 Millionen Streams, auf Rang zwei ein. In derselben Woche debütierte Ed Sheeran mit Shape of You auf Rang eins der Charts. Damit wurde er zu dem ersten Künstler, der gleichzeitig auf den beiden Spitzenpositionen in die Singlecharts einsteigen konnte. Castle on the Hill wurde eine Woche nach der Veröffentlichung mit einer Silbernen Schallplatte des BPI für über 200.000 Verkäufe im Vereinigten Königreich ausgezeichnet. Insgesamt hielt sich der Song fünf Wochen auf Rang zwei, 14 in den Top 10 und 53 in den Top 100 und wurde mit 4-fach-Platin für über 2,4 Millionen Verkäufe ausgezeichnet. Am Ende des Jahres 2017 platzierte sich das Lied auf Rang drei der Jahrescharts.
In den Scottish Singles Chart, die nur Verkäufe und Streams aus Schottland berücksichtigen, erreichte Castle on the Hill in der ersten Woche Rang eins vor Shape of You, das auf Rang zwei debütierte und im Februar die Chartspitze erreichte.
Weitere Länder
Darüber hinaus erreichte Castle on the Hill Rang zwei der Singlecharts in Flandern, Schweden und Dänemark. Rang drei erreichte der Song in Frankreich, Norwegen, Italien und Portugal. In Finnland und den Niederlanden erreichte es Rang vier und in Spanien Rang zehn.
In die US-amerikanischen Hot 100 stieg Castle on the Hill in der Woche vom 28. Januar 2017 mit 171.000 Downloads und 13 Millionen Streams auf Rang sechs ein. In derselben Woche debütierte Shape of You auf Rang eins. Sheeran wurde damit zu dem ersten Künstler, der mit zwei Liedern gleichzeitig in die Hot 100 einsteigen konnte. In den Streamingcharts erreichte das Lied Rang zwei, in den Downloadcharts Rang elf und in den Mainstream Top 40 Rang sieben. In den Jahrescharts 2017 erreichte der Song in den Hot 100 Rang 40, in den Downloadcharts Rang 31 und in den Mainstream Top 40 ebenfalls Rang 31.
| ChartsChartplatzierungen       | Höchstplatzierung | Wochen |
| ------------------------------ | ----------------- | ------ |
| Deutschland (GfK)              | 2 (27 Wo.)        | 27     |
| Österreich (Ö3)                | 2 (29 Wo.)        | 29     |
| Schweiz (IFPI)                 | 2 (34 Wo.)        | 34     |
| Vereinigte Staaten (Billboard) | 6 (33 Wo.)        | 33     |
| Vereinigtes Königreich (OCC)   | 2 (53 Wo.)        | 53     |

| ChartsJahrescharts (2017)      | Platzierung |
| ------------------------------ | ----------- |
| Deutschland (GfK)              | 23          |
| Österreich (Ö3)                | 15          |
| Schweiz (IFPI)                 | 14          |
| Vereinigte Staaten (Billboard) | 40          |
| Vereinigtes Königreich (OCC)   | 3           |

| ChartsJahrescharts (2010–2019) | Platzierung |
| ------------------------------ | ----------- |
| Vereinigtes Königreich (OCC)   | 11          |

### Auszeichnungen für Musikverkäufe
Castle on the Hill wurde weltweit mit 51× Platin und 2× Diamant ausgezeichnet. Damit wurden laut Auszeichnungen über 11,8 Millionen Einheiten der Single verkauft.
| Land/Region                  | Auszeichnungen für Musikverkäufe (Land/Region, Auszeichnung, Verkäufe) | Verkäufe   |
| ---------------------------- | ---------------------------------------------------------------------- | ---------- |
| Australien (ARIA)            | 9× Platin                                                              | 630.000    |
| Belgien (BRMA)               | Platin                                                                 | 30.000     |
| Dänemark (IFPI)              | 4× Platin                                                              | 360.000    |
| Deutschland (BVMI)           | 2× Platin                                                              | 800.000    |
| Frankreich (SNEP)            | Platin                                                                 | 133.333    |
| Italien (FIMI)               | 3× Platin                                                              | 150.000    |
| Kanada (MC)                  | Diamant                                                                | 800.000    |
| Neuseeland (RMNZ)            | 8× Platin                                                              | 240.000    |
| Niederlande (NVPI)           | Platin                                                                 | 40.000     |
| Österreich (IFPI)            | 2× Platin                                                              | 60.000     |
| Polen (ZPAV)                 | Diamant                                                                | 250.000    |
| Portugal (AFP)               | 2× Platin                                                              | 20.000     |
| Schweden (IFPI)              | 4× Platin                                                              | 160.000    |
| Schweiz (IFPI)               | 2× Platin                                                              | 40.000     |
| Spanien (Promusicae)         | 2× Platin                                                              | 120.000    |
| Vereinigte Staaten (RIAA)    | 4× Platin                                                              | 4.000.000  |
| Vereinigtes Königreich (BPI) | 7× Platin                                                              | 4.200.000  |
| Insgesamt                    | 52× Platin · 2× Diamant ·                                              | 11.833.333 |

Hauptartikel: Ed Sheeran/Auszeichnungen für Musikverkäufe